# Sebepřijetí
Sebepřijetí je přijetí sebe sama.

## Definice
Vlastní přijetí lze definovat jako:
- povědomí o silných a slabých stránkách,

- realistické (přesto subjektivní) hodnocení talentu, schopností a obecné hodnoty, a
- pocity uspokojení s vlastním já navzdory nedostatkům a bez ohledu na předchozí chování a volby[1][2]

V klinické psychologii a pozitivní psychologii je samozřejmý předpoklad přijetí změny. Toho lze dosáhnout zastavením kritiky a řešení nedostatků vlastního já a poté jejich přijetím, aby existovaly uvnitř vlastního já. To znamená, že se v některých aspektech toleruje být nedokonalý.
Někteří rozlišují mezi podmíněným a bezpodmínečným přijetím.

## Vlastnosti
Osoba, která dosáhla vysoké hodnoty v oblasti vlastního přijetí:
- má pozitivní sebevědomí,

- uznává a přijímá všechny aspekty sebe sama (včetně dobrých a špatných),

- není sebekritická nebo zmatená ohledně své identity, a
- nepřeje si, aby se odlišovala od toho, kým už je.[4]

## Vztah k pozitivní psychologii
S ohledem na pozitivní psychologii je, sebepřijetí, jako součást eudaimonického štěstí (EWB), indikátorem a mírou duševního zdraví. Například, Alfred Adler, zakladatel individuální psychologie, zjistil, že lidé, kteří si mysleli, že jsou méněcenní, také spatřovali méněcennost u ostatních.

## Psychologický přínos
Mezi psychologické přínosy sebepřijetí patří regulace náladovosti, zmírnění symptomů deprese, nárůstu pozitivních emocí.
Mezi další psychologické přínosy patří:
- větší pocit svobody,
- méně strachu z neúspěchu,
- nárůst vlastní hodnoty,
- větší nezávislost (autonomie),
- větší sebeúcta,
- menší touha získávat souhlas ostatních,
- méně sebekritiky a více sebelaskavosti, když se objeví problémy,
- touha žít život pro sebe (a ne pro ostatní) a
- schopnost přijmout více rizik bez obav z následků.[8]

Sebepřijetí je také považováno za nezbytné pro dobré duševní zdraví.

## Fyzický přínos
Kromě psychických přínosů může mít sebepřijetí také fyzické přínosy. Výsledky studie z roku 2008 ukazují, že starší ženy s vyšší úrovní pozitivních vztahů s ostatními a sebepřijetí ukázaly nižší hladiny glykosylovaného hemoglobinu, což je ukazatel hladiny glukózy / inzulínové rezistence.

## Terapeutické metody
Mezi terapeutické metody, které se zaměřují na sebepřijetí patří:
- Ho'oponopono
- Lovefullness[9]